# Txólent
El txólent (Europa de l'est, del jiddisch טשאָלנט, tsholnt) o shalet (Europa de l'oest) és un guisat tradicional jueu que se sol menjar per dinar els dissabtes, el dia del Xabbat, després d'anar a la sinagoga i en algunes festes. És un plat que se sol fer amb antelació i que se serveix reescalfat. Les receptes d'aquest plat, com la majoria d'antigues i populars, adapten els ingredients als disponibles, segons l'economia familiar, els gustos personals, el que hi hagi al rebost, etc. En tot cas, essent un plat tradicional jueu, aquest en principi no pot dur porc, i si es posa carn, aquesta serà de vaca, aus, etc. Sol tenir també verdures i patates, pot tenir algun llegum o cereal, per exemple, mongetes o ordi, i de vegades s'hi afegeix cervesa o whisky, o ingredients com la fruita seca o la mel. La saviesa popular diu que l'endemà de fer-ho està més bo.

## Etimologia
No es coneix l'origen del nom txólent. Algunes persones associen el mot amb una paraula composta pels mots francesos chaud, que significa calent, i lent. Altres pensen que prové del llatí calentem (calor). També hi ha teories que el relacionen amb l'arameu o l'hebreu, ja que el terme ħamín apareix a la Mixnà. O que pot ser originària de shelan (en català: el que descansa), que faria referència a una manera antiga de cuinar a Europa, a la qual es posava l'olla o la cassola al forn de cuinar el pa, o a la xemeneia, i s'anava escalfant amb la calor que romania durant tota la nit.
D'altra banda, els jueus sefardites i del nord d'Àfrica coneixen una versió pròpia d'aquest plat com a dafina o adafina, que vindria de l'àrab d'fina o t'fina. Sembla que adafina era el mot popular a la cuina jueva de l'edat mitjana a la península Ibèrica però que ara es prefereix el mot dafina, almenys entre els jueus que viuen al Marroc i altres països nord-africans.